# Dar es-Salaams universitet
Dar es-Salaams universitet (engelska: The University of Dar es Salaam) är ett universitet i den tanzaniska staden Dar es-Salaam. Universitetet är Tanzanias största och äldsta. År 2023 studerade 27 000 studenter vid universitet.
Universitetet grundades 1961 som en filial till University of London. Två år senare blev det en del av Östafrikanska universitetet. År 1979 splittrades Östafrikanska universitetet i tre självständiga universitet: Makerereuniversitetet (Uganda), Nairobi universitet (Kenya) och Dar es-Salaams universitet.